# Oscar García Pérez
Oscar Manuel García Pérez (* 23. Dezember 1966 in Havanna, Kuba) ist ein kubanischer Florettfechter und zweifacher Weltmeister.

## Erfolge
1983 gewann Oscar García Pérez bei den Weltmeisterschaften in Wien mit der Florett-Mannschaft Bronze.
1991 gewann García bei den Weltmeisterschaften in Budapest eine Goldmedaille mit der kubanischen Florett-Mannschaft.
Ein Jahr später bei den Olympischen Spielen in Barcelona errang das kubanische Team mit ihm Silber.
Im Jahr 1994 gewann García bei den Weltmeisterschaften in Athen eine Bronzemedaille im Einzel,
1995 gewann er bei den Weltmeisterschaften in Den Haag mit der Mannschaft seine zweite Goldmedaille.
1996 nahm er wieder an den Olympischen Spielen in Atlanta teil und gewann mit der Mannschaft die Bronzemedaille.
1997 bei den Weltmeisterschaften in Kapstadt erfocht die Mannschaft eine Silbermedaille.
2000 nahm er ebenfalls an den Olympischen Spielen in Sydney teil, diesmal belegte die Mannschaft den siebten und García im Einzel den siebzehnten Platz.
2001 gewann García bei den Weltmeisterschaften in Nîmes eine Bronzemedaille mit der Florett-Mannschaft.